# San Gillio
San Gillio is een gemeente in de Italiaanse provincie Turijn (regio Piëmont) en telt 2627 inwoners (31-12-2004). De oppervlakte bedraagt 8,9 km², de bevolkingsdichtheid is 295 inwoners per km².

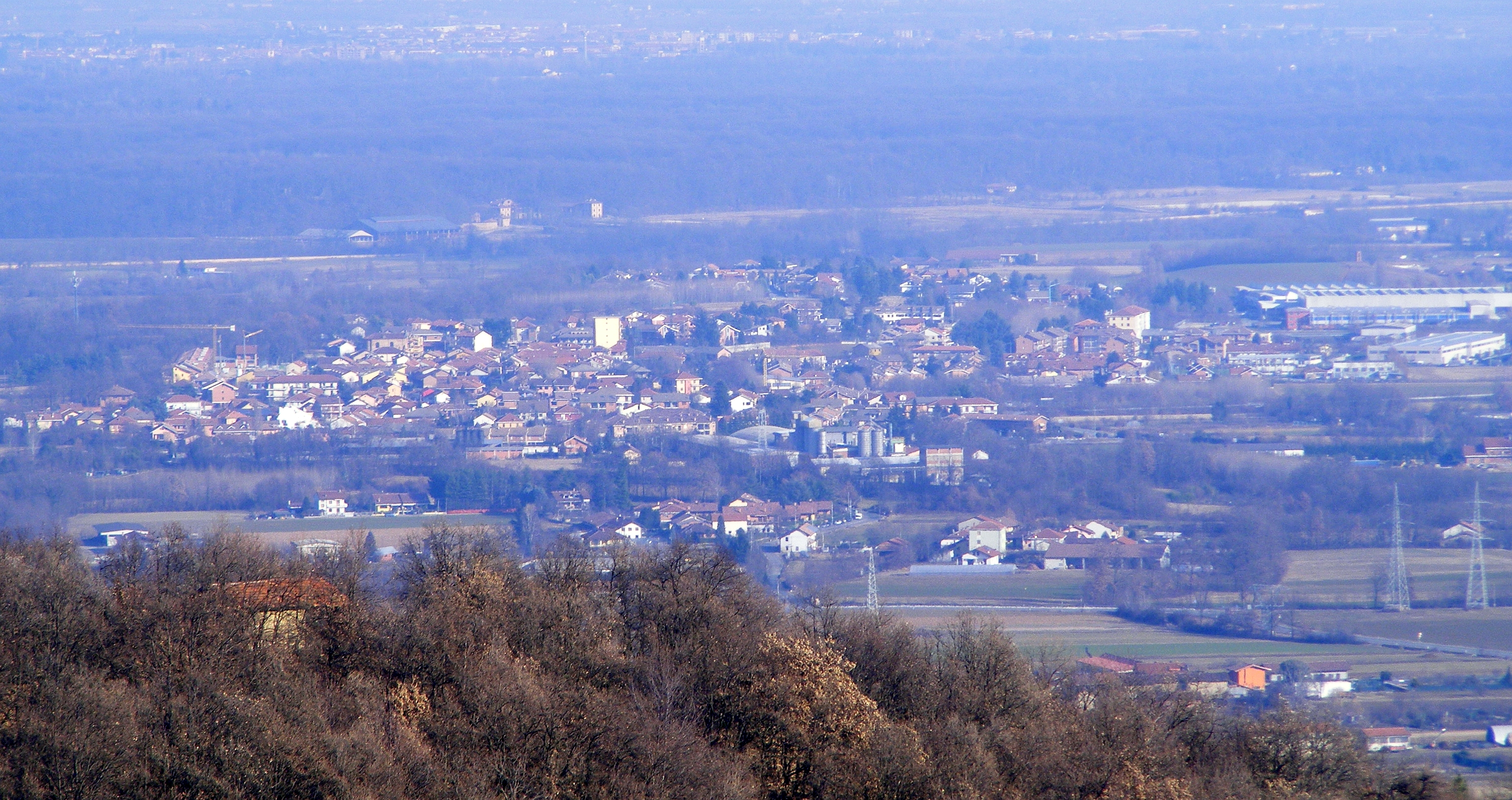
San Gillio
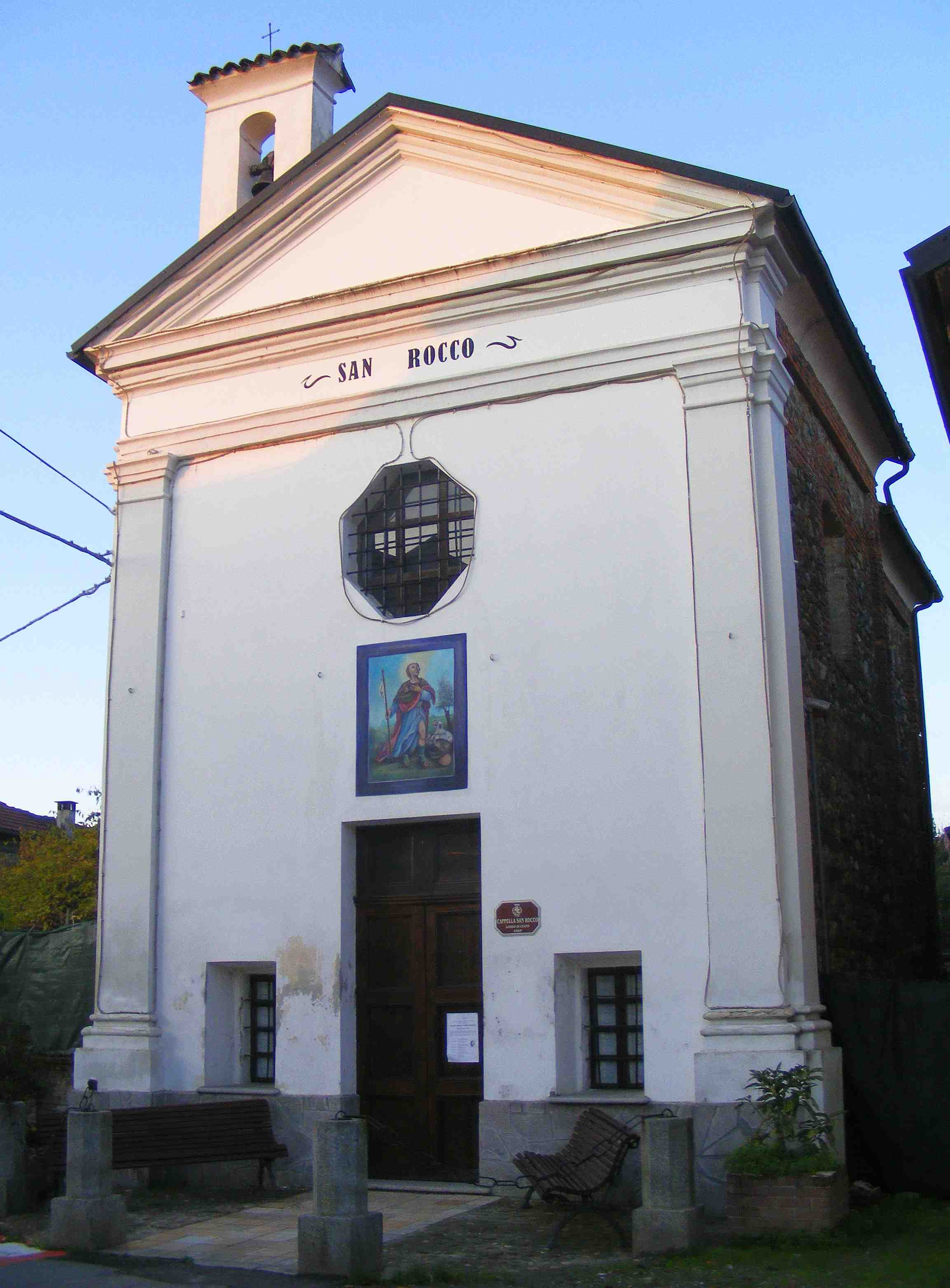
Kerk van San Rocco
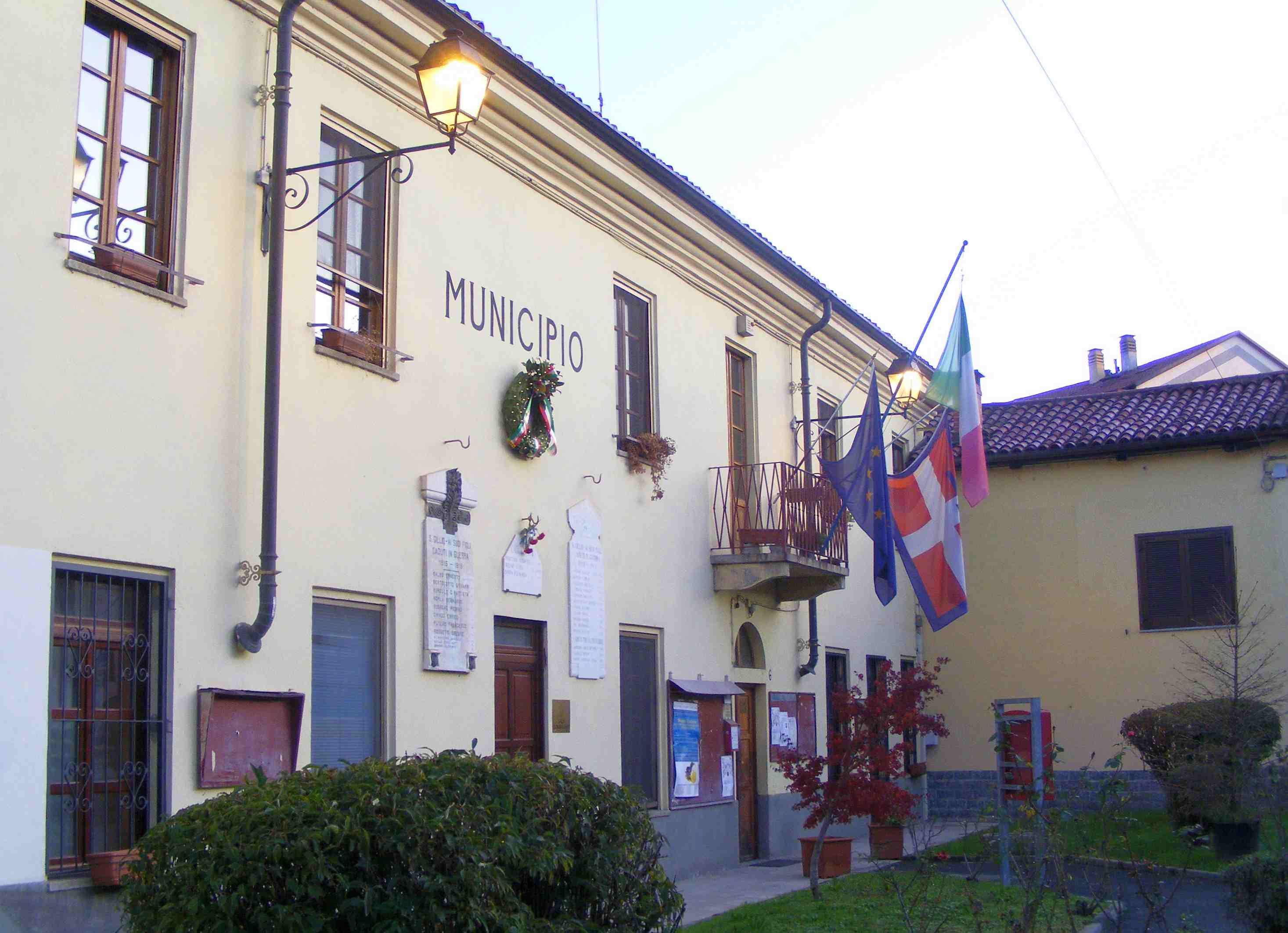
Gemeentehuis

## Demografie
San Gillio telt ongeveer 996 huishoudens. Het aantal inwoners steeg in de periode 1991-2001 met 12,5% volgens cijfers uit de tienjaarlijkse volkstellingen van ISTAT.
| Jaar | Inwoneraantal |
| ---- | ------------- |
| 1991 | 2317          |
| 2001 | 2606          |

## Geografie
San Gillio grenst aan de volgende gemeenten: Alpignano, Pianezza, Val della Torre, Druento.
1. ↑  https://demo.istat.it/?l=it.